# Læsø flyveplads
Læsø Airport (IATA: BYR, ICAO: EKLS) ligger på Læsø, Danmark. Flyvepladsen er beliggende ca. 3,5 km. nord for Byrum. Flyvepladsen bruges primært til privatflyvning, men også taxiflyvning.

## Selskaber og destinationer
- Copenhagen Air Taxi:
  -  København (Roskilde Lufthavn)

## Fremtid
Læsø Kommunes erhvervsstrategi nævner ønsker om at kunne forlænge start- og landingsbanen, så der bliver mulighed for at betjene flyvepladsen med større fly. Forlængelsen af banen skal gøre det muligt for Læsøs turistvirksomheder at tiltrække flere og mere købedygtige turister.